# Omiodes accepta
Omiodes accepta is een vlinder uit de familie van de grasmotten (Crambidae), uit de onderfamilie van de Spilomelinae. De wetenschappelijke naam van deze soort is voor het eerst voorgesteld als Botys accepta door Arthur Gardiner Butler in een publicatie uit 1877.
De soort komt voor in Hawaii.